# LaGrange (Georgia)
LaGrange es una ciudad ubicada en el condado de Troup en el estado estadounidense de Georgia. En el censo de 2020, su población era de 30,858 habitantes y una densidad poblacional de 282.71 personas por km².

## Demografía
En el 2000 la renta per cápita promedia del hogar era de $29,719, y el ingreso promedio para una familia era de $36,438. El ingreso per cápita para la localidad era de $16,640. Los hombres tenían un ingreso per cápita de $29,082 contra $21,790 para las mujeres.

## Geografía
Según la Oficina del Censo, la localidad tiene un área total de 76,5 km² (29,5 mi²), de la cual 75 km² (29,0 mi²) es tierra y 1,5 km² (1 mi²) (2.10%) es agua.